# Pauni
Pauni é uma cidade  no distrito de Bhandara, no estado indiano de Maharashtra.

## Geografia
Pauni está localizada a 20° 47′ N, 79° 38′ L. Tem uma altitude média de 226 metros (741 pés).

## Demografia
Segundo o censo de 2001, Pauni tinha uma população de 22,583 habitantes. Os indivíduos do sexo masculino constituem 51% da população e os do sexo feminino 49%. Pauni tem uma taxa de literacia de 71%, superior à média nacional de 59.5%: a literacia no sexo masculino é de 80% e no sexo feminino é de 63%. Em Pauni, 12% da população está abaixo dos 6 anos de idade.